# Cerura laeta
Cerura laeta är en fjärilsart som beskrevs av Fabricius 1775. Cerura laeta ingår i släktet Cerura och familjen tandspinnare. Inga underarter finns listade i Catalogue of Life.